# Hatful of Hollow
Hatful of Hollow é uma coletânea musical da banda britânica de rock The Smiths, lançada em 12 de novembro de 1984 pela gravadora Rough Trade. O álbum reúne apresentações de estúdio na BBC Radio 1 e dois singles com seus respectivos lados B. Foi lançado nos Estados Unidos em 9 de novembro de 1993 pela gravadora Sire, que inicialmente se recusou a lançar. Em vez disso, Sire lançou Louder Than Bombs em 1987 – que continha várias das mesmas faixas de Hatful of Hollow – bem como a coletânea britânica The World Won't Listen.
Hatful of Hollow alcançou o 7º lugar na parada de álbuns do Reino Unido, permanecendo nela por 46 semanas. Em 2000, a revista Q colocou o álbum na 44ª posição em sua lista dos "100 Maiores Álbuns Britânicos de Todos os Tempos".

## Conteúdo
O álbum consiste principalmente de canções gravadas em várias sessões da BBC Radio 1 em 1983. As faixas mostradas em negrito foram incluídas no álbum.
1. Para John Peel em 18 de maio de 1983: "Handsome Devil", "Reel Around the Fountain", "Miserable Lie", "What Difference Does It Make?" (todas as quatro músicas foram lançadas mais tarde no EP Peel Sessions)
2. Para David Jensen em 26 de junho de 1983: "These Things Take Time", "You've Got Everything Now", "Wonderful Woman"
3. Para David Jensen em 25 de agosto de 1983: "Accept Yourself", "I Don't Owe You Anything", "Pretty Girls Make Graves", "Reel Around the Fountain"
4. Para John Peel em 14 de setembro de 1983: "This Charming Man", "Back to the Old House", "This Night Has Opened My Eyes", "Still Ill"

Quando transmitida pela primeira vez, essas apresentações de rádio apresentavam principalmente canções inéditas. Todas foram posteriormente regravadas para inclusão em singles ou para o álbum de estreia da banda no ano seguinte. "This Night Has Opened My Eyes" foi gravada em estúdio em junho de 1984, mas a única versão já lançada foi a de setembro.
Hatful of Hollow também apresenta o single de estreia da banda, "Hand in Glove", e os dois singles mais recentes antes do lançamento da coletânea, "Heaven Knows I'm Miserable Now" e "William, It Was Really Nothing". Com seus lados B, "Girl Afraid", "How Soon Is Now?" e "Please Please Please Let Me Get What I Want".
A canção "How Soon Is Now?" receberia um lançamento em single em 1985 no Reino Unido e nos Estados Unidos. Alcançou o 24º lugar nas paradas britânicas, mas não conseguiu o mesmo nas paradas estadunidenses. Morrissey e Marr lamentaram a falta de sucesso do que eles consideravam sua música mais forte até aquele momento. "How Soon Is Now?" também apareceu na trilha sonora do filme Out of Bounds de 1986, mas não foi incluída na trilha sonora que o acompanha.

### Versões
As versões das músicas das apresentações na rádio são diferentes de outras gravações de estúdio. Algumas das principais diferenças são:
- "What Difference Does It Make?": tem guitarras mais pesadas e com um som mais natural do que a versão do álbum. Também está em um tom mais alto.
- "These Things Take Time": apresenta um baixo mais proeminente e uma bateria menos controlada do que na versão do single.
- "This Charming Man": tem vocais, guitarras e até bateria mais suaves e otimistas do que a versão lançada como single. A linha de baixo é mais alta e ligeiramente alterada. Além disso, não há introdução da guitarra solo.
- "Still Ill": abre e fecha com um solo de gaita, e soa menos oco e um pouco mais lento do que na versão do álbum.
- "You've Got Everything Now": é mais lenta que na versão do álbum e não tem nenhuma parte de teclado. A linha de baixo também é ligeiramente alterada.
- "Back to the Old House": é uma canção acústica, ao contrário da versão completa da banda no single.
- "Reel Around the Fountain": tem uma bateria e guitarras mais maçantes do que na versão do álbum. O baixo é mais proeminente, mas as partes de piano e órgão não estão incluídas. Também está em um tom mais alto do que na versão do álbum.

Além disso, a versão do single de "Hand in Glove" está incluída, não a versão que aparece no álbum. Ela apresenta um fade-in e um fade-out, graves mais altos e vocais que soam muito distantes.

## Capa
A capa atual é a capa da edição do CD, com uma fotografia recortada do desconhecido Fabrice Colette tirada por Gilles Decroix. A capa original incluía uma tatuagem de um desenho de Jean Cocteau no ombro esquerdo de Colette. A fotografia foi tirada de uma edição especial de julho de 1983 do jornal francês Libération. Além disso, a capa antiga tinha uma grande moldura azul-celeste com "The Smiths" e "Hatful of Hollow" acima e abaixo da imagem. As edições posteriores a 1987 apresentam a versão cortada com o texto sobreposto, embora a reedição em vinil de 2011 tenha restabelecido a capa original.

## Faixas
Lado A
Todas as letras escritas por Morrissey, todas as músicas compostas por Johnny Marr.
| N.º | Título                           | Duração |  |
| 1.  | "William, It Was Really Nothing" | 2:09    |  |
| 2.  | "What Difference Does It Make?"  | 3:11    |  |
| 3.  | "These Things Take Time"         | 2:32    |  |
| 4.  | "This Charming Man"              | 2:42    |  |
| 5.  | "How Soon Is Now?"               | 6:44    |  |
| 6.  | "Handsome Devil"                 | 2:47    |  |
| 7.  | "Hand in Glove"                  | 3:13    |  |
| 8.  | "Still Ill"                      | 3:32    |  |

Lado B
| N.º | Título                                        | Duração |  |
| 1.  | "Heaven Knows I'm Miserable Now"              |         |  |
| 2.  | "This Night Has Opened My Eyes"               |         |  |
| 3.  | "You've Got Everything Now"                   |         |  |
| 4.  | "Accept Yourself"                             | 2:42    |  |
| 5.  | "Girl Afraid"                                 | 6:44    |  |
| 6.  | "Back to the Old House"                       | 3:02    |  |
| 7.  | "Reel Around the Fountain"                    | 5:51    |  |
| 8.  | "Please Please Please Let Me Get What I Want" | 1:50    |  |

## Ficha técnica
The Smiths
- Morrissey – vocais
- Johnny Marr – guitarra, gaita, bandolim, guitarra slide (em "How Soon Is Now?")[4]
- Andy Rourke – baixo
- Mike Joyce – bateria, tamborim[5]

Músicos adicionais
- John Porter – percussão eletrônica[6] (em "How Soon Is Now?")

Produção
- John Porter – produção
- Roger Pusey – produção
- Dale "Buffin" Griffin – produção
- Martin Colley - engenharia de áudio
- Mike Robinson – engenharia de áudio (em "Accept Yourself")

## Paradas
| Paradas (1984)    | Melhor posição |
| ----------------- | -------------- |
| Reino Unido (OCC) | 7              |

## Certificações
| Região         | Certificação | Vendas  |
| -------------- | ------------ | ------- |
| Estados Unidos | —            | 133,809 |